# Byronozaur
Byronozaur, Byronosaurus był bardzo małym jak na przedstawiciela rodziny troodontów dinozaurem mięsożernym, znalezionym w dzisiejszej Mongolii.

## Nazwa
Wzięła się od imienia Byrona Jaffe, którego rodzina zasłużyła się dla paleontologii w Mongolii.

## Wielkość
- Długość: 1,5 m
- Wysokość: 0,5 m
- Masa: 4 kg (szacunkowo)

## Pożywienie
Prawdopodobnie byronozaur polował na drobne zwierzęta, takie jak ssaki, płazy, jaszczurki, a także ptaki. Posiadał małe, przypominające igły zęby.

## Występowanie
Zamieszkiwał Azję (dzisiejsza pustynia Gobi) w późnej kredzie.

## Odkrycie
Znaleziony po raz pierwszy w 1993 w Ukhaa Tolgod na pustyni Gobi w Mongolii.
Kolejny okaz odnaleziono w 1996 w Bolor's Hill.

## Opis
Mały dinozaur drapieżny, przypominający ptaka, także pod względem budowy szkieletu (głównie czaszki). Dwunożny, kończyny przednie krótsze od tylnych, ale nie na tyle, co w przypadku dużych teropodów. Prawdopodobnie pokaźny mózg, jak u innych przedstawicieli tej rodziny, od których byronozaur był zazwyczaj mniejszy. Zwinny, ruchliwy. Uzębienie przystosowane do polowania i spożywania małej zdobyczy.

## Gatunki
- B. jaffei